# Der Super-Papagei
Die drei ??? und der Super-Papagei (Originaltitel The Mystery of the Stuttering Parrot) ist ein 1964 (in Deutschland 1972) erschienener Jugendkrimi von Robert Arthur und die zweite Folge der Buchreihe Die drei ??? sowie die erste Folge der späteren Hörspielreihe. Sie wurde 2004 auch als Theaterstück aufgeführt.

## Handlung
Alfred Hitchcock gibt den drei ??? die Adresse eines befreundeten Schriftstellers namens Malcolm Fentriss, der seinen Papagei Lucullus vermisst. Als die drei Detektive eintreffen, treffen sie einen dicken Mann an, der sich als Mr. Fentriss ausgibt und ihnen erklärt, der Papagei sei wieder da. Enttäuscht machen sie sich auf den Rückweg, doch Justus wird misstrauisch und überführt den falschen Mr. Fentriss anhand einer Lüge. Sie machen kehrt und finden den echten Fentriss gefesselt vor. Später stellt sich heraus, dass noch weitere Papageien existieren, die alle einen individuellen Spruch passend zu ihrem Namen beigebracht bekommen haben. Es wird klar, dass die Sprüche der Vögel einen Hinweis zu dem Versteck eines Schatzes liefern, einem vor Jahren in Europa gestohlenen Gemälde. Neben den Detektiven, dem dicken Mann alias dem Kunsthändler Mr. Claudius ist außerdem noch der berühmte Meisterdieb Victor Hugenay hinter dem Gemälde her.

### Die Auflösung
Mr. Claudius entpuppt sich als legitimer Eigentümer des Bildes und bittet die Detektive um Hilfe. Dessen Dieb hat vor seinem Tode die Papageien abgerichtet und dem armen Mexikaner Ramos überlassen, in der Hoffnung, dass Claudius erscheint und Ramos eine Belohnung für die Vögel überlässt. Ramos hatte die Vögel bereits verkauft, als Claudius bei ihm erschien. Die Spur führt zu einem alten Friedhof, wo die drei ??? gleichzeitig mit Hugenay eintreffen und ihm um Haaresbreite das Gemälde wegschnappen können.

## Inszenierung als Live-Hörspiel (2004)
Zum 25-jährigen Bestehen der Hörspielserie wurde 2004 in der Color Line Arena in Hamburg vor über 12.000 Zuschauern einmalig die Debütfolge … und der Super-Papagei in einer erweiterten Bühnenfassung aufgeführt. André Minninger schrieb das Skript, während Holger Mahlich erneut die Regie übernahm. Peter Klinkenberg kehrte als Geräuschemacher auf die Bühne zurück. Wie im Hörspiel der Neueinspielung wirkte in dieser Produktion auch Thomas Fritsch als Erzähler mit. Die Bühnenfassung weicht allerdings sowohl von der Originalversion 1979 als auch von der Studioproduktion 2004 geringfügig ab; so wurde beispielsweise die Figur Skinny Norris eingebracht, die in der Originalfolge nicht in Erscheinung getreten ist.

## Neueinspielung des Hörspiels
Zum 25-jährigen Bestehen der Serie wurde die erste produzierte Folge nochmals im Studio komplett neu aufgenommen. Hierzu wurde eine erweiterte Fassung auf einer Doppel-CD veröffentlicht. Teilweise konnten für die Rollen die alten Sprecher erneut verpflichtet werden. Außerdem enthält die Edition Outtakes aus den Studioaufnahmen verschiedener Folgen.

## Trivia
- Die Sprüche der Papageien sind allesamt leicht abgeändert worden: So wurde Schneewittchens Weiß wie Schnee, Rot wie Blut, Schwarz wie Ebenholz zu Weiß wie Schnee, Rot wie Blut, Braun wie Zedernholz. In der amerikanischen Originalausgabe ist es statt an Schneewittchen an die Kinderreimfigur „Little Bo-Peep“ angelehnt.
- Im Anschluss an ein Telefongespräch sagt Justus ganz aufgeregt: „Es war meine Mutter, sie sagt, Mr. Claudius und seine Frau sind am Tor. Sie wollen mit uns reden.“ Gemeint ist sicherlich Tante Mathilda, da Justus’ Eltern nicht mehr leben. Nach unterschiedlichen Quellen ist seine Mutter entweder bei einem Flugzeugabsturz oder bei einem Autounfall ums Leben gekommen. Dies ist wohl einer der bekanntesten Fehler in der ersten Hörspielfolge.[1]
- Skinny Norris taucht lediglich im Buch auf.
- Bei einer Buchbewertung auf der Fansite rocky-beach.com erreichte Der Super-Papagei den vierten Platz.[2] Bei den Hörspielen ist die Folge auf der fünften Position.[2]

## Hörspiel
- Der Mynah „Blackbeard“ krächzt in der Hörspielausgabe bereits in der Zentrale der Detektive, bevor sie ihn überhaupt von Carlos gekauft haben.
- Das Kennzeichen, das die Detektive mit der Telefonlawine herausgeben, endet angeblich auf 13. Carlos gibt bei seiner Beschreibung jedoch mehrfach als Kennzeichenendung „drei-eins“ an, also 31.
- Der falsche Mr. Fentriss wurde angeblich von Hitchcock per Telefon über den Besuch der Detektive informiert, allerdings führen keine (in Kalifornien oberirdisch verlaufende) Telefonkabel zu dessen Haus. Dies wird aber von Justus erkannt, um zu bemerken, dass es nicht der echte Mr. Fentriss sein kann, ist also gewollt (also kein Produktionsfehler).
- Die Folge hat eine andere Titelmusik als die folgenden Episoden. Das Lied basiert aber auf einem Lied des Musikers Carsten Bohn; in dieser Version wurden lediglich die meisten Synthesizer-Spuren stumm geschaltet. Aufgrund eines Rechtsstreits mit Bohn musste die Musik in dieser und den 38 folgenden Hörspielfolgen durch neue ersetzt werden.